# Araneus prospiciens
Araneus prospiciens är en spindelart som först beskrevs av Tord Tamerlan Teodor Thorell 1890.  Araneus prospiciens ingår i släktet Araneus och familjen hjulspindlar. Inga underarter finns listade i Catalogue of Life.